# Henry Aubin
Henry Trocmé Aubin est un journaliste, éditorialiste et commentateur politique. Il était journaliste en affaires municipales de la région de Montréal pour le quotidien The Montreal Gazette de 1973 à 2013. Il est aussi historien et romancier pour jeunes adultes.
Il est né au New Jersey en 1942. Après avoir obtenu un BA en littérature anglaise à l'Université Harvard, il a travaillé pour le Philadelphia Bulletin (comme correspondant à Washington), ainsi que pour le Washington Post.
Ancien vice-président de la Fédération professionnelle des journalistes du Québec, il a aussi cofondé le Centre pour le journalisme d'enquête, l'ancêtre de l'association canadienne des journalistes (en). Il a étudié le droit à l'Université Laval. Il possède la double citoyenneté: canadienne et américaine. 
Son best-seller de 1977 - Les vrais propriétaires de Montréal - est le sujet du documentaire du cinéaste Martin Frigon, 40 ans après sa publication: Main basse sur la ville/Cities Held Hostage. Le film a mérité un Prix Gémeaux pour meilleur scénario documentaire en 2019.
Aubin a notamment critiqué les réorganisations municipales québécoises, défendant le processus de défusion comme un choix démocratique avec son ouvrage publié en 2004.
En 2002, il a publié The Rescue of Jerusalem: The Alliance between Hebrews and Africans in 701 BC, dont la thèse soutient que les Kouchites du Soudan ont sauvé Jérusalem de la destruction par l'empire assyrien. Six des huit historiens mandatés par le Journal of Hebrew Scriptures pour évaluer la thèse l'ont appuyée. Leurs évaluations ont été publiées en 2020 sous le titre:  Jerusalem's Survival, Sennacherib's Departure, and the Kushite Role in 701 BCE: An Examination of Henry Aubin's Rescue of Jerusalem.
Le fonds d'archives d'Henry Aubin est conservé au centre d'archives de Montréal de Bibliothèque et Archives nationales du Québec.

## Ouvrages publiés
- Les vrais propriétaires de Montréal/City for Sale, 1977
- Coauteur: Questions d'éthique: Jusqu'où peuvent aller les journalistes? 1991
- The Rescue of Jerusalem: The Alliance between Hebrews and Africans in 701, 2002
- Who’s Afraid of Demergers? The Straight Goods on Québec’s Megacities, 2004
- Rise of the Golden Cobra, 2007/L' ascension du cobra d'or (2009)
- Coauteur: Jerusalem's Survival, Sennacherib's Departure, and the Kushite Role in 701 BCE: An Examination of Henry Aubin's Rescue of Jerusalem, 2020. Version en ligne, 2019:  http://www.jhsonline.org/Articles/article_253.pdf

## Honneurs
Journalisme
- Concours canadien de journalisme, 1973 (enquêtes), 1976 (enquêtes), 2000 (éditoriaux); finaliste, 1974, 1992, 2013
- National Business Writing Award, 1974, 1975, 1976

Histoire
- Canadian Jewish Book Award for History, 2002
- Quebec Writers' Federation Book Award for Non-Fiction, 2002

Romans pour jeunes
- Africana Book Awards Honor Book (E-U)
- Silver Nautilus Book Award (E-U)
- Skipping Stones Honor Book for Older Readers (E-U)
- “The Year’s Best” List, Resource Links magazine for teachers (Canada)
- Young Adult Fiction Top 10 List 2008, Ontario Library Association
- Best Books for Kids & Teens, Canadian Children’s Book Centre